# Desa Cikedokan (administrativ by i Indonesien, lat -7,25, long 107,83)
Desa Cikedokan är en administrativ by i Indonesien.   Den ligger i provinsen Jawa Barat, i den västra delen av landet, 160 km sydost om huvudstaden Jakarta.